# Sony Ericsson T68i
Das Sony Ericsson T68i ist ein Mobiltelefon des japanisch/schwedischen Herstellers Sony Ericsson und kam 2001 auf dem Markt. Es war das erste Ericsson-Mobiltelefon mit einem Farbdisplay und eines der drei ersten Handys mit einer MMS-Funktion; sowie eines der ersten Handys mit LiPolymer-Akku.
2002 stellte Sony Ericsson mit der Communicam MCA-10 eine externe Kamera für das T68i vor, welche als die erste Ansteckkamera für ein Mobiltelefon gilt.
Vorerst wurde es unter dem Namen Ericsson als Typ T68 und T68m verkauft. Später folgte das überarbeitete Modell T68i, es trug bereits den Namen Sony Ericsson. Das T68i wurde in den Farben arctic blue und stellar grey angeboten, während das T68m in den Farben mineral grey und in einem goldfarbenen Gehäuse erhältlich war. Das T68i war auf der Unterseite lackiert, während das T68m eine wertige Gummierung auf der Unterseite aufwies. Das T68m war im Gegensatz zum T68i nicht in der Lage, MMS zu versenden oder zu empfangen. Ein Firmwareupdate, welches die Servicecenter von Sony Ericsson teils kostenlos durchführten, brachte das T68m technisch zum vollen Funktionsumfang des T68i. Die MMS-Funktion stand nun also auch für das T68m zur Verfügung.
Die Sony Ericsson T68/T68m/T68i Handys waren die Nachfolger des Sony Ericsson T65 und werden allgemein als großer Wurf bezeichnet.

## Zubehör
Für das Handy gab es bereits umfangreiches Original Zubehör, um es aufzurüsten und unterwegs besser nutzen zu können:
- Autoeinbausatz, HCA-20
- Kfz-Halter, HCH-28
- Auto-Schnell-Ladegerät, CLA-11
- Kfz-Datenkabel, HCD-10
- Tischladestation, CDS-11
- Externes Mobilteil, HCE-10
- USB-Kabel, DCU-10
- Laserpointer ILP-20
- Kamera MCA-10 (Auflösung: 352 × 288 Pixel)[1]
- Kamera MCA-25 (Auflösung: 640 × 480 Pixel)[4]
- MP3 Handsfree, HPM-10